# ザ・スウィンギング・ギター・オブ・タル・ファーロウ
『ザ・スウィンギング・ギター・オブ・タル・ファーロウ』（The Swinging Guitar of Tal Farlow）は、アメリカ合衆国のジャズ・ギタリスト、タル・ファーロウが1956年に録音・1957年に発表したスタジオ・アルバム。

## 評価
スコット・ヤナウはオールミュージックにおいて5点満点中4.5点を付け「ファーロウとコスタのインタープレイは、ユニゾンであろうが、各々のフレーズのやり取りであろうが、常に刺激的である」「魅力的なビバップとしてお勧めできる」と評している。また、マイク・ニーリーは2000年、All About Jazzにおいて「タル・ファーロウがここまで流暢な演奏をした例はなく、緩やかさと機敏さを合わせ持ったリズムで、度々驚かされる」と評している。2022年には、uDiscoverMusicの企画「ベスト・ジャズ・ギター・アルバムス：必聴盤75」において13位となった。

## 収録曲
1. 恋のチャンス - "Taking a Chance on Love" (Vernon Duke, John La Touche, Ted Fetter) - 4:46
2. ヤードバード組曲 - "Yardbird Suite" (Charlie Parker) - 5:18
3. 夢からさめて - "You Stepped Out of a Dream" (Nacio Herb Brown, Gus Kahn) - 5:42
4. 誰も奪えぬこの想い - "They Can't Take That Away from Me" (George Gershwin, Ira Gershwin) - 5:45
5. ライク・サムワン・イン・ラヴ - "Like Someone in Love" (Johnny Burke, Jimmy Van Heusen) - 6:41
6. ミーティア - "Meteor" (Tal Farlow) - 6:38
7. アイ・ラヴ・ユー - "I Love You" (Cole Porter) - 5:31

### 1999年リマスターCD (MGV-8201)ボーナス・トラック
1. "Gone with the Wind" (Allie Wrubel, Herb Magidson) - 6:48
2. "Taking a Chance on Love (Alternative Take)" (V. Duke, J. La Touche, T. Fetter) - 5:10
3. "Yardbird Suite (Alternative Take)" (C. Parker) - 5:04
4. "Gone with the Wind (Alternative Take)" (A. Wrubel, H. Magidson) - 5:26

### 参加ミュージシャン
- タル・ファーロウ - ギター
- エディ・コスタ - ピアノ
- ヴィニー・バーク - ダブル・ベース